# Friedhof St. Johann

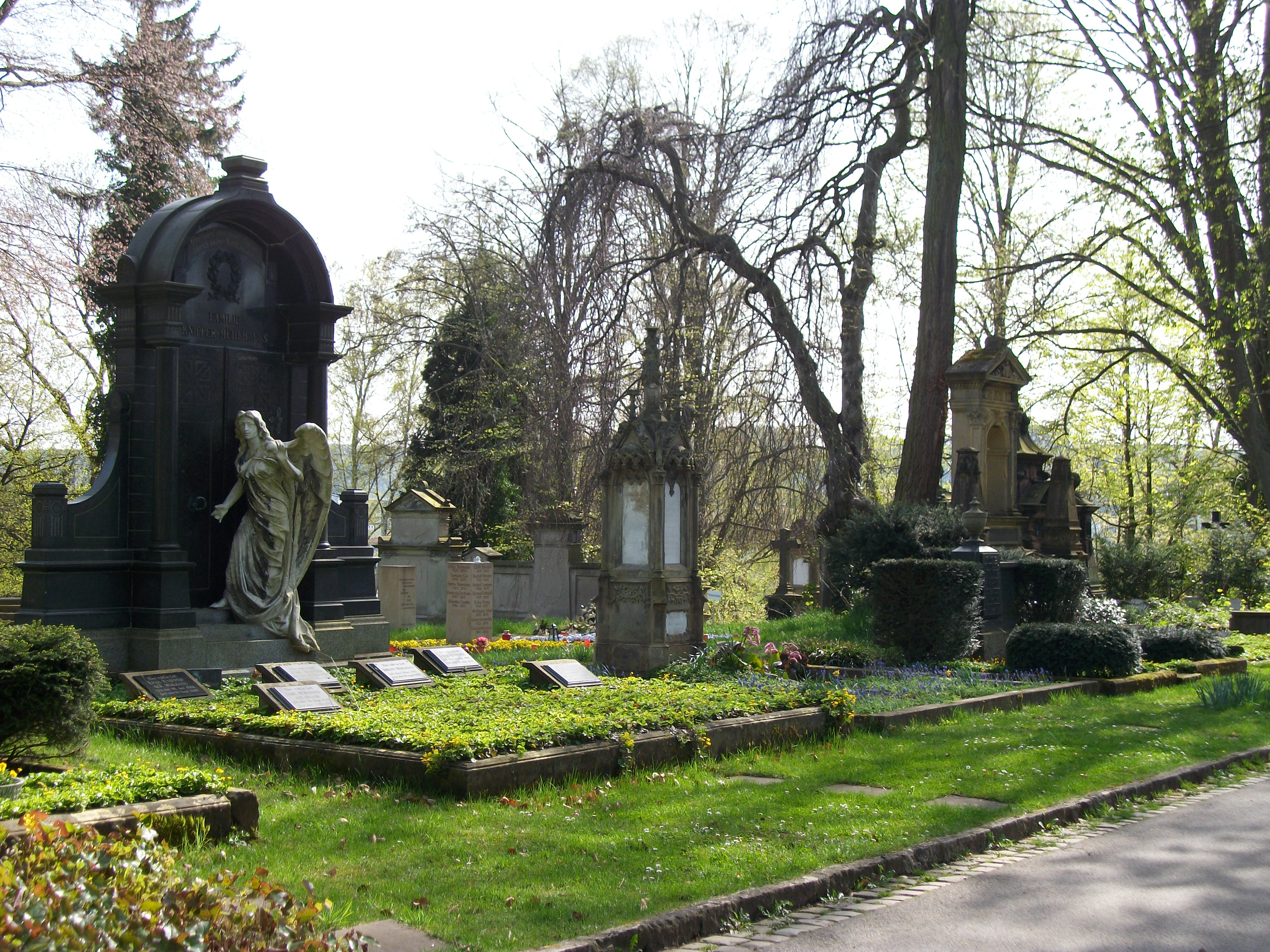
Sepulturas históricas

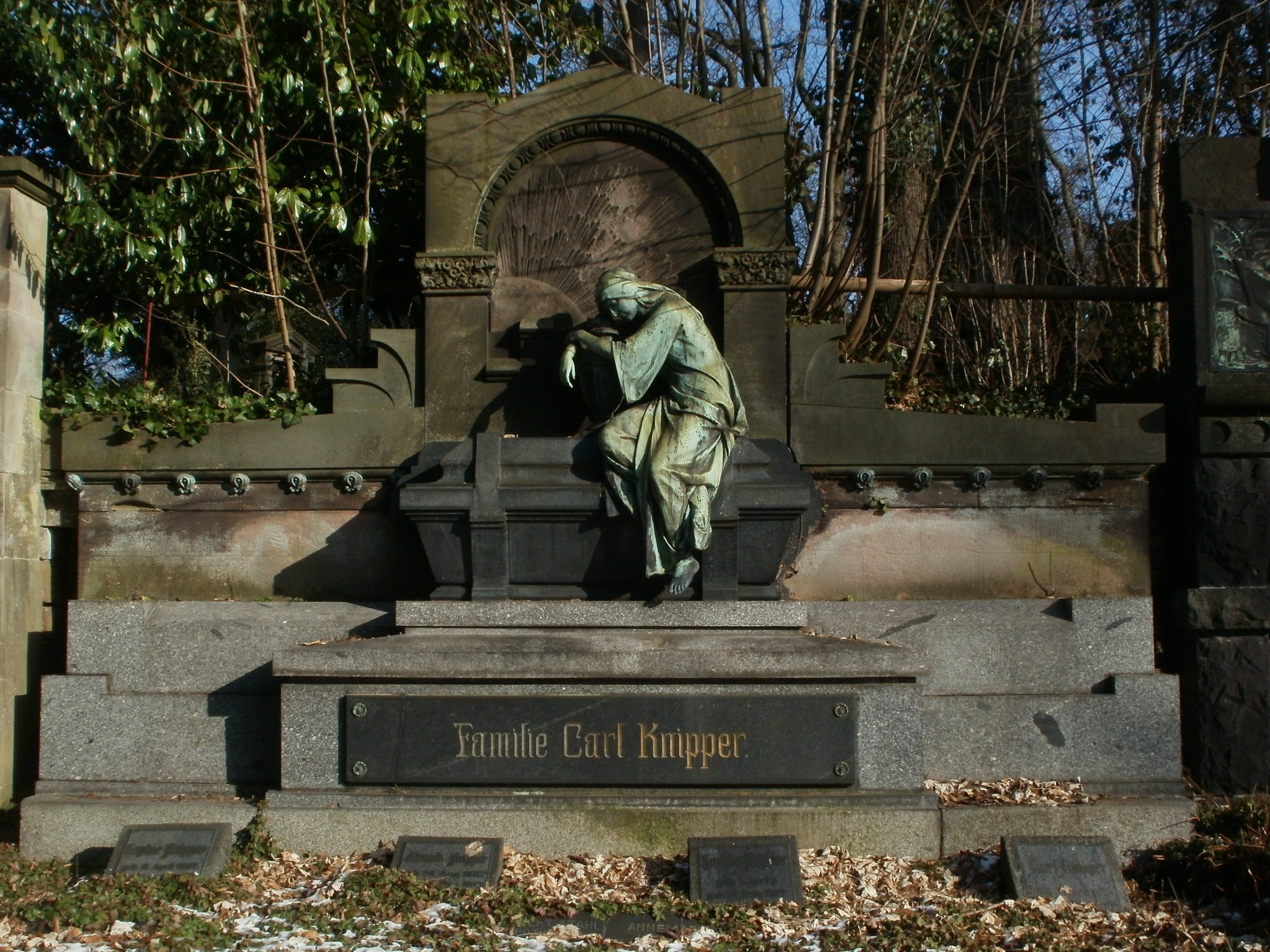
Sepultura da família Knipper

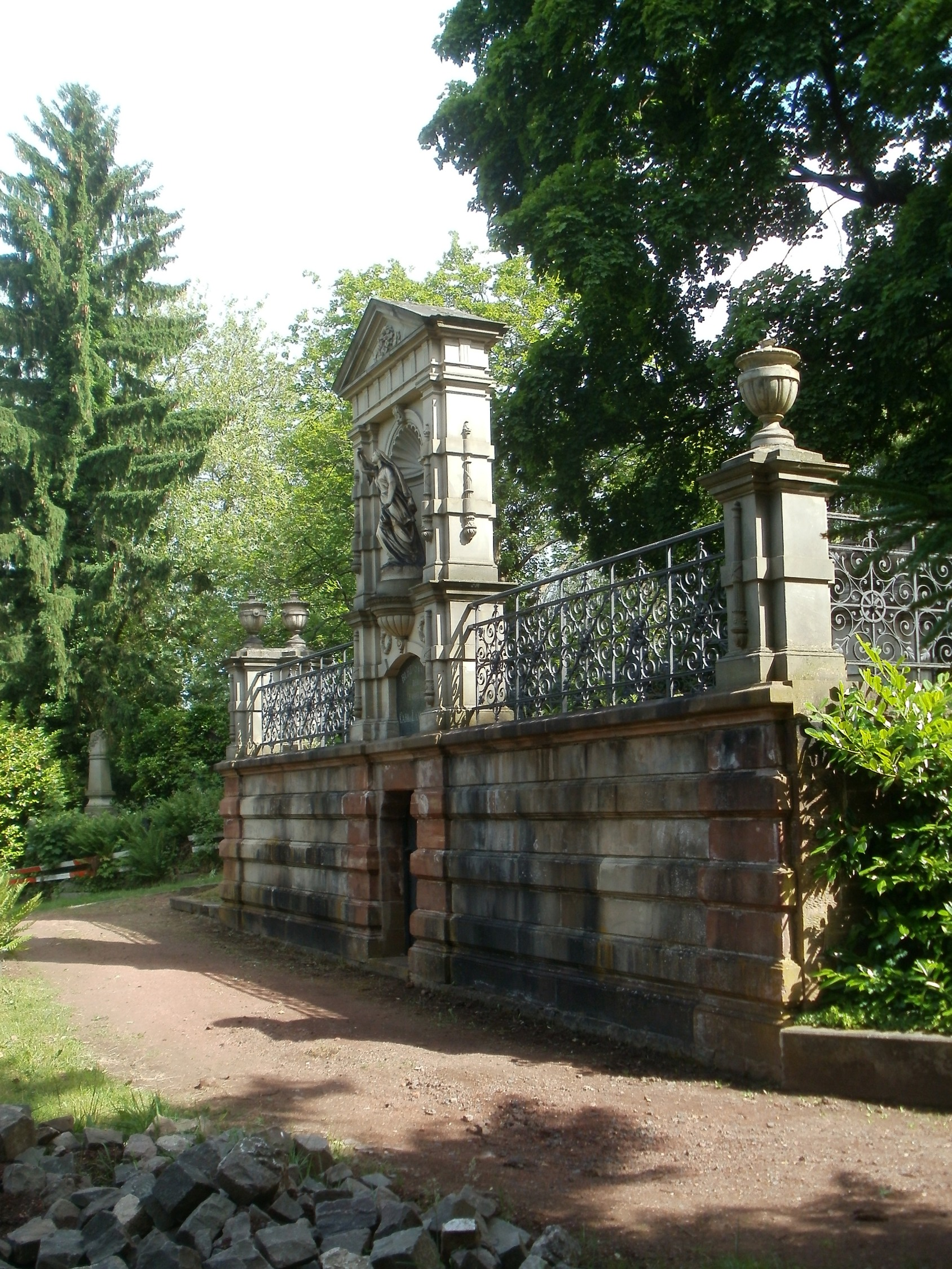
Sepultura da família Lamarche

O Friedhof St. Johann em Saarbrücken é o mais antigo cemitério da cidade.